# Argyrodes nasutus
Argyrodes nasutus är en spindelart som beskrevs av O. Pickard-Cambridge 1880. Argyrodes nasutus ingår i släktet Argyrodes och familjen klotspindlar.
Artens utbredningsområde är Sri Lanka. Inga underarter finns listade i Catalogue of Life.